# St. Ottilia und Wendelin (Ehingen)

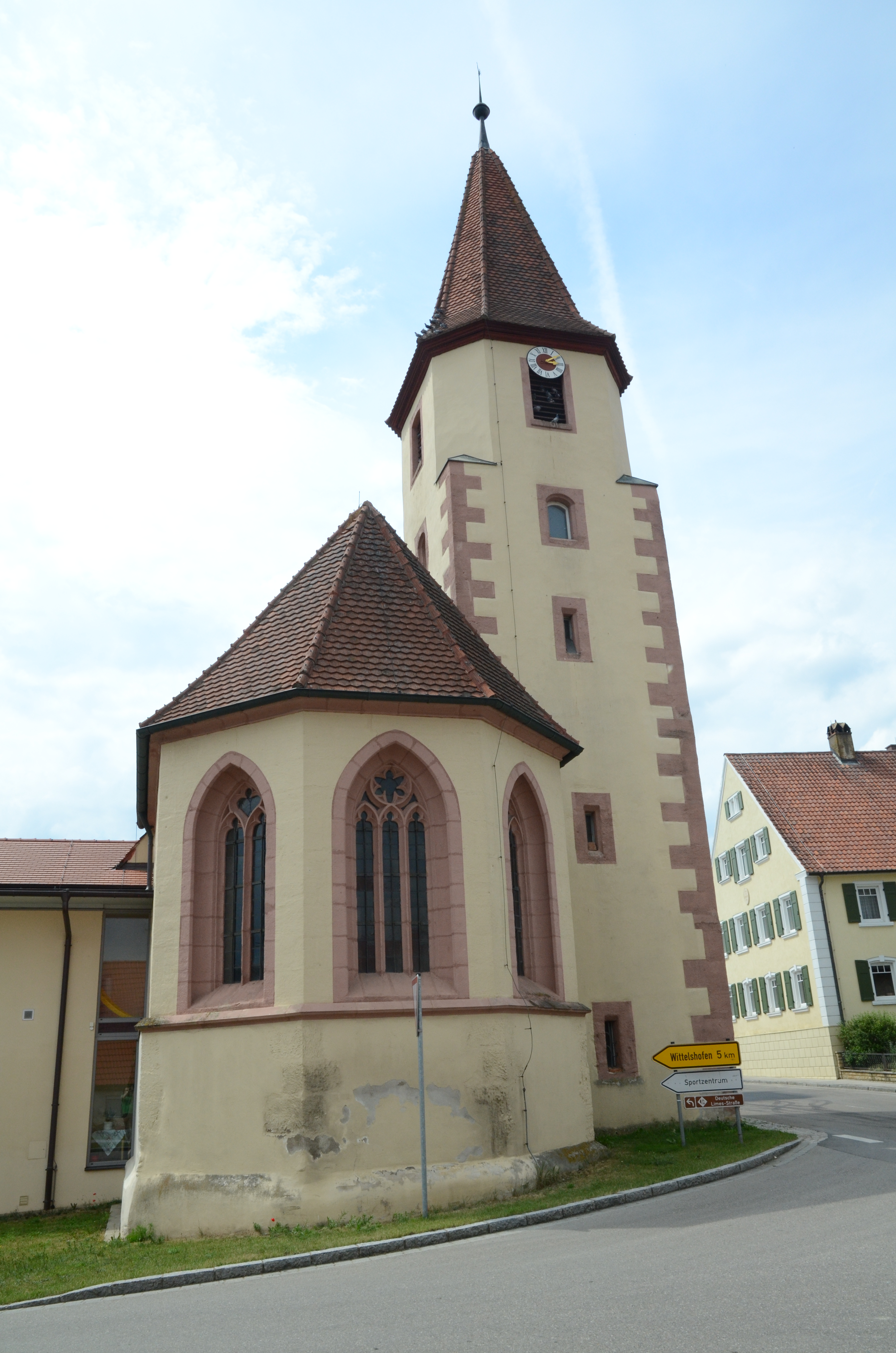
St. Ottilia und Wendelin (Ehingen)

Die ehemalige evangelische Kirche St. Ottilia und Wendelin ist ein denkmalgeschütztes Kirchengebäude in Ehingen, einer Gemeinde im Landkreis Ansbach (Mittelfranken, Bayern). Das Bauwerk ist unter der Denkmalnummer D-5-71-141-7 als Baudenkmal in der Denkmalliste eingetragen. Sie dient der Pfarrei Ehingen im Evangelisch-Lutherischen Dekanat Wassertrüdingen im Kirchenkreis Ansbach-Würzburg der Evangelisch-Lutherischen Kirche in Bayern als Gemeindezentrum.

## Beschreibung
Das Kirchenschiff stammt aus dem 11. bis 12. Jahrhundert. Es wurde im späten 15. Jahrhundert umgebaut. Seine Flachdecke wurde in den 1960er Jahren erneuert und es wurden Maßnahmen zur Schalldämpfung ergriffen. An seiner Westwand wurden mittelalterliche Fresken freigelegt. Der eingezogene Chor mit 5/8-Schluss im Osten stammt aus dem späten 15. Jahrhundert.